# Grupul Partidului Popular European

Sigla Grupul PPE

Grupul Partidului Popular European (Creștin-Democrat) (abreviat PPE) este un grup politic din Parlamentul European al Partidul Popular European. Manfred Weber este lider de grup din Parlamentul European.

## Membri

Grupul PPE are reprezentanți în Parlamentul European din 27 de state ale Uniunii Europene, dintre care 25 de țări cu mai mult de un membru (colorate cu albastru) și două țări cu câte un singur membru (albastru-deschis).

Grupul Partidului Popular European cuprinde următoarele partide naționale:
- Austria: Österreichische Volkspartei (Partidul Popular Austriac);
- Belgia: 
  - Christen-Democratisch & Vlaams;
  - Centre Démocrate Humaniste;
  - Christlich Soziale Partei;
- Bulgaria:
  - Grazhdani Za Evropeysko Razvitie Na Balgariya;
  - Sayuz Na Demokratichnite Sili;
  - Demokrati Za Silna Balgariya;
  - Reformatorski bloc;
- Cipru: Dimokratikós Sinayermós;
- Cehia: 
  - Křesťanská A Demokratická Unie - Československá Strana Lidová;
  - TOP 09;
- Croația: Hrvatska demokratska zajednica;
- Danemarca: Det Konservative Folkeparti;
- Estonia: Erakond Isamaa ja Res Publica Liit;
- Finlanda: 
  - Kansallinen Kokoomus;
  - Suomen kristillisdemokraatit;
- Franța: Union Pour Un Mouvement Populaire (Uniunea pentru o Mișcare Populară);
- Germania: 
  - Christlich Demokratische Union Deutschlands (Uniunea Creștin-Democrată);
  - Christlich-Soziale Union In Bayern (Uniunea Creștin-Socială din Bavaria);
- Grecia: Néa Dimokratiá;
- Ungaria: 
  - Fidesz;
  - Kereszténydemokrata Néppárt;
- Irlanda: Fine Gael;
- Italia: 
  - Forza Italia;
  - Nuovo Centrodestra;
  - Unione di Centro;
  - Südtiroler Volkspartei;
- Letonia: Vienotība;
- Lituania: Tėvynės sąjunga;
- Luxemburg: Chrëschtlech Sozial Vollekspartei;
- Malta: Partit Nazzjonalista;
- Polonia:
  - Platforma Obywatelska (Platforma Civică);
  - Polskie Stronnictwo Ludowe;
- Portugalia: 
  - Partido Social Democrata;
  - Centro Democrático e Social – Partido Popular;
- România: 
  - Partidul Național Liberal;
  - Uniunea Democrată Maghiară din România;
  - Partidul Mișcarea Populară;
- Slovacia: 
  - Slovenská demokratická a kresťanská únia – Demokratická strana;
  - Kresťanskodemokratické hnutie;
  - Magyar Közösség Pártja;
- Slovenia: 
  - Slovenska demokratska stranka;
  - Nova Slovenija;
- Spania: 
  - Partido Popular;
  - Unió Democràtica de Catalunya;
- Suedia: 
  - Moderaterna;
  - Kristdemokraterna;
- Țările de Jos: Christen-Democratisch Appèl;

În 2014 grupul avea 221 de reprezentanți în Parlamentul European.

## Legături externe
- Grupul Partidului Popular European

1. ↑   http://euobserver.com/tickers/124493 Lipsește sau este vid: |title= (ajutor)
2. ↑   https://www.eppgroup.eu/who-we-are/our-history Lipsește sau este vid: |title= (ajutor)